# Lungotevere Michelangelo
Il lungotevere Michelangelo è il tratto di lungotevere che collega piazza della Libertà a piazza delle Cinque Giornate, a Roma, nel rione Prati.
Il lungotevere è dedicato a Michelangelo Buonarroti, autore di diverse opere d'arte nella città capitolina; è stato istituito con delibera del 1º aprile 1911.
È sito tra ponte Giacomo Matteotti e ponte Regina Margherita; in posizione intermedia si trova ponte Pietro Nenni, il ponte della metropolitana.